# José Manuel Abundis
José Manuel Abundis Sandoval, né le 11 juin 1973 à Guadalajara, est un footballeur mexicain reconverti entraineur.

## Biographie
En tant qu'attaquant, José Manuel Abundis Sandoval est international mexicain à 45 reprises (1996-2001) pour 9 buts.
Il participe aux jeux olympiques de 1996, où il inscrit un but contre le Ghana au premier tour. Le Mexique est éliminé en quarts.
Puis, il participe à la Copa América 1997, où le Mexique termine troisième du tournoi. Il n'inscrit aucun but.
Il manque la Coupe du monde de football de 1998, mais il participe à la Coupe des confédérations 1999. Il inscrit trois buts dans ce tournoi (un but contre l'Arabie saoudite, un contre l'Égypte et un contre le Brésil). Il remporte la Coupe des confédérations.
De plus, il participe aussi à la Gold Cup 2000. Le Mexique termine quart-de-finaliste. Il n'inscrit aucun but.
Et pour finir, il participe à la Coupe des confédérations 2001, mais le Mexique est éliminé au premier tour.
Il a joué dans des clubs mexicains (Club Toluca, CF Atlante, Club de Futbol Monterrey et CF Pachuca) et a eu une expérience aux États-Unis (New England Revolution) qui ne fut pas très bonne. Il termine sa carrière professionnelle au Querétaro FC. Il remporte une Supercoupe du Mexique en 2006 et trois championnats mexicains (en 1998 (verano), en 1999 (verano) et en 2005 (apertura)).

## Carrière joueur
- 1992-2000 :  Deportivo Toluca
- 2000-2002 :  CF Atlante
- 2002 :  CF Monterrey
- 2003 :  CF Pachuca
- 2003 :  CF Atlante
- 2004-2006 :  Deportivo Toluca
- 2006 :  Revolution de la Nouvelle-Angleterre
- 2007-2008 :  Querétaro FC

## Palmarès
- Coupe des confédérations
  - Vainqueur en 1999
- Copa América
  - Troisième en 1997
- Supercoupe du Mexique
  - Vainqueur en 2006
- Championnat du Mexique de football
  - Champion en 1998 (verano), en 1999 (verano) et en 2005 (apertura)

## Carrière entraineur
- janvier 2011-novembre 2011 :  Silverbacks d'Atlanta